# Fresnoy-lès-Roye

Fresnoy-lès-Roye este o comună în departamentul Somme, Franța. În 1 ianuarie 2022 avea o populație de 285 de locuitori.